# Gli occhi bendati
Gli occhi bendati (Los ojos vendados) è un film del 1978 diretto da Carlos Saura.